# مدينة الملك خالد الرياضية
مدينة الملك خالد الرياضية (بالإنجليزية: King Khalid Sport City )‏ هي مدينة رياضية في تبوك، المملكة العربية السعودية. أنشأت عام 1407هجري (1985م)، تعد مدينة الملك خالد الرياضية بتبوك أحد المدن الرياضية المنتشرة في مناطق المملكة العربية السعودية والتي تعتبر من الإنجازات الحضارية التي أنجزت بالمملكة العربية السعودية.
تضم مدينة الملك خالد الرياضية استاذ رياضي يستوعب 12 الف مقعد وهي محمية من أشعة الشمس لعامة المتفرجين وكبار الشخصيات، يطل على ملعب كرة القدم وتوجد مرافق أخرى للألعاب الرياضية بالإضافة إلى أن أرضية الملعب مزروعة بالإنجيل الطبيعي وتوجد مرافق الرياضيين والإدارة في الدور الأرضي وغرف للصحفيين والتعليق الرياضي في أعلى جزء من منصة الاستاد.
كما تضم المدينة الرياضية مبنى المسرح الذي يتسع إلى 500 مقعد للمشاهدين ويمكن تقديم المسرحيات وعروض الأفلام السينمائية في المناسبات الثقافية والترفيهية بالإضافة إلى صالات لعقد المؤتمرات والندوات.
وتضم المدينة الرياضية المسبح الذي يبلغ طوله 25 متر بعرض 13 متر، بالإضافة إلى مدرج المتفرجين الذي يتسع إلى 300 مقعد بالإضافة إلى وجود غرف تغيير الملابس المركزية للرياضيين تخدم المسبح.
كذلك تضم المدينة بيتاً للشباب وملعبي اسكواش بجدار خلفي من الزجاج مع صالة مشاهدة بالإضافة إلى ملاعب مكشوفه لكرة الطائرة والسلة واليد والتنس الأرضي، ووجود المسجد الذي يتسع ل500 مصلي، وكذلك مبنى الإدارة يتوسط مرافق المركز الرياضي ويقوم هذا المبنى بالإشراف والإدارة للمركز.

## الأندية المرتبطة بالمدينة الرياضية
يستفيد منها أندية المنطقة البالغ عددها ستة أندية، وهي: الوطني ونيوم بتبوك، نادي الخالدي بالوجه، نادي الحوراء بأملج ونادي ضباء ونادي تيماء.

## الفعاليات والأنشطة
يقام في الملعب العديد من الأنشطة والفعاليات، ومن هذه الفعاليات مناسبة اليوم الوطني للمملكة 88، والتي نظمتها الهيئة العامة للرياضة السعودية بالتعاون مع الاتحاد السعودي للرياضة المجتمعية، والتي تضمنت فقرات وبرامج منوعة رياضية وترفيهية استهدفت كل شرائح المجتمع.
وكانت هذه الأنشطة قد تواصلت على مدى ثلاثة أيام خلال الفترة 21 إلى 23 سبتمبر 2018 من الساعة الرابعة عصراً حتى منتصف الليل.
قدّم مدير مدينة الملك خالد الرياضية بتبوك سعود بن صباح العنزي، شكره لأمير منطقة تبوك والجهات الحكومية التي أسهمت في إنجاح فعاليات اليوم الوطني في المدينة الرياضية. وشهدت الفعاليات حضوراً كثيفاً للعائلات والأفراد، في ظل تنظيم رائع ومتقن للأنشطة.